# GADD45GIP1
GADD45GIP1 (англ. GADD45G interacting protein 1) – білок, який кодується однойменним геном, розташованим у людей на короткому плечі 19-ї хромосоми. Довжина поліпептидного ланцюга білка становить 222 амінокислот, а молекулярна маса — 25 384.
| 10         |  | 20         |  | 30         |  | 40         |  | 50         |
| ---------- |  | ---------- |  | ---------- |  | ---------- |  | ---------- |
| MAASVRQARS |  | LLGVAATLAP |  | GSRGYRARPP |  | PRRRPGPRWP |  | DPEDLLTPRW |
| QLGPRYAAKQ |  | FARYGAASGV |  | VPGSLWPSPE |  | QLRELEAEER |  | EWYPSLATMQ |
| ESLRVKQLAE |  | EQKRREREQH |  | IAECMAKMPQ |  | MIVNWQQQQR |  | ENWEKAQADK |
| ERRARLQAEA |  | QELLGYQVDP |  | RSARFQELLQ |  | DLEKKERKRL |  | KEEKQKRKKE |
| ARAAALAAAV |  | AQDPAASGAP |  | SS         |  |            |  |            |

A: Аланін

C: Цистеїн

D: Аспарагінова кислота

E: Глутамінова кислота

F: Фенілаланін

G: Гліцин

H: Гістидин

I: Ізолейцин

K: Лізин

L: Лейцин

M: Метіонін

N: Аспарагін

P: Пролін

Q: Глутамін

R: Аргінін

S: Серин

T: Треонін

V: Валін

W: Триптофан

Кодований геном білок за функціями належить до рибонуклеопротеїнів, рибосомних білків. 
Задіяний у таких біологічних процесах, як взаємодія хазяїн-вірус, клітинний цикл. 
Локалізований у ядрі, мітохондрії.